# Fazio-Londe-Syndrom
Das Fazio-Londe-Syndrom, auch progressive Bulbärparalyse des Kindesalters genannt, ist eine sehr seltene neurologische Erbkrankheit, bei der es zu einer rasch zunehmenden Schädigung (Degeneration) bestimmter Hirnnervenkerne bei Kindern kommt. Die Folge sind Lähmungen der Kau-, der mimischen Muskulatur, der Rachen- und der Kehlkopfmuskulatur. Die Erkrankung gehört zur Gruppe der spinalen Muskelatrophien oder der Motoneuronerkrankungen und ist eine der drei Formen der progressiven Bulbärparalyse.
Benannt ist das Syndrom nach dem italienischen Arzt Eugenio Fazio (1849–1902) und dem französischen Neurologen Paul Londe (1864–1944).

## Ursache
Die Krankheit entwickelt sich durch Degeneration vor allem bulbärer, das heißt im verlängerten Mark (Medulla oblongata) lokalisierter motorischer Hirnnervenkerne. Es handelt sich also um eine Motoneuronerkrankung, bei der das 2. Motoneuron bestimmter Hirnnerven geschädigt ist.
2010 wurde bei 2 Geschwistern mit Fazio-Londe-Syndrom eine Mutation im C20ORF54/SLC52A3-Gen auf Chromosom 20 nachgewiesen. Das Genprodukt ist ein Protein, das im Dünndarm vorkommt, und als Transporter für Riboflavin (Vitamin B2) fungiert. Der Riboflavin-Transporter dient der Aufnahme von Riboflavin aus der Nahrung. Bei beiden betroffenen Patienten wurde ein Riboflavin-Mangel festgestellt.
Mutationen im oben genannten Gen verursachen eine ähnliche Erkrankung, das Brown-Vialetto-van-Laere-Syndrom. Die Verwandtschaft beider Erkrankungen wurde bereits vor Entdeckung der Mutation diskutiert.

## Epidemiologie
Es gibt in der Literatur nur sehr wenige beschriebene Fälle. Bis 1992 gab es 22 Fallberichte über 24 betroffene Kinder, darunter 4 Geschwister. Die Angaben zum typischen Manifestationsalter sind ebenfalls sehr unterschiedlich. Sie reichen von Beginn der Erkrankung zwischen 2 und 4 Jahren und Beginn in der 2. Lebensdekade.

## Krankheitsbild und Prognose
Die Erkrankung ist durch Lähmungen vor allem der Kau-, mimischen, der Rachen- und der Kehlkopfmuskulatur charakterisiert. Durch Schwäche der Rachen- und Kehlkopfmuskulatur kommt es zu Schluck- (Dysphagie) und Sprechstörung (Dysarthrie). Außerdem kann es zu Augenmuskelparesen kommen.
Etwa die Hälfte der betroffenen Kinder verstirbt innerhalb von 1–2 Jahren nach Erstmanifestation der Erkrankung.

## Therapie
Bei zwei Patienten mit Fazio-Londe-Syndrom konnte in einem Fallbericht durch Verabreichung von Riboflavin eine rasche Regredienz der Symptomatik erreicht werden. Langzeitbeobachtungsstudien, Kohortenstudien oder randomisierte klinische Studien fehlen jedoch.